# Калінчук Оксана Василівна
Оксана Василівна Калінчук (нар. 12 грудня 1975, Київ) — українська співачка, народна артистка України.

## Біографія
Оксана Василівна Калінчук народилася 12 грудня 1975 року в Києві.
Закінчила Київський педагогічний коледж ім. К. Ушинського.
2001 — закінчила  музично-педагогічний факультет Національного педагогічного університету ім. М. Драгоманова.
Оксана Калінчук є Почесним академіком Української академії наук Українська академія наук (громадська організація).
Художній керівник зразкового художнього колективу «Вокально-хорова студія «Диво калинове» Центру позашкільної роботи Святошинського району м.Києва.

## Творча діяльність
Творчу діяльність розпочала у фольклорному ансамблі "Веселі музики" Національної філармонії України.
Співала в Ансамблі Збройних Сил України.
Оксана Калінчук є засновницею і художнім керівником дитячої вокальної студії  "Диво калинове" (2000).
Працювала у співдружності з поетом і композитором, заслуженим діячем мистецтв України Леонідом Федоруком,
Співпрацює з іншими майстрами пісні.
З 2008 р. - солістка Черкаського народного хору.

## Нагороди та відзнаки
2005 — володарка Гран-прі Всеукраїнських фестивалів мистецтв «Пісенний вернісаж-2005» та «Боромля -2005»,
2006 — Лауреат 1-го Всеукраїнського фестивалю ім. Раїси Кириченко «Я козачка твоя, Україно!» (2006 р.) .
2007 — Почесне звання — Заслужена артистка України.
2009 — лауреат літературно-мистецької премії ім. Д. Луценка «Осіннє золото»
2021 — Почесне звання «Народна артистка України»